# Peter Käsbauer
Peter Käsbauer (* 17. März 1988 in Weiden in der Oberpfalz) ist ein deutscher Badminton-Nationalspieler.

## Karriere
Peter Käsbauer gewann nach zahlreichen nationalen Nachwuchstiteln 2007 bei der Junioren-Europameisterschaft Silber und Bronze. 2010 gewann er mit Bronze seine erste Medaille bei den Titelkämpfen der Erwachsenen. Im gleichen Jahr siegte er ebenfalls bei den Spanish International. 2018 gewann er die KaBaL International.

## Sportliche Erfolge
| Saison      | Veranstaltung                         | Disziplin         | Platz        | Name |
| ----------- | ------------------------------------- | ----------------- | ------------ | --- |
| 1998/1999   | Bayerische Einzelmeisterschaft U11    | Herreneinzel      | 1            | Peter Käsbauer (TB Weiden) |
| 2001/2002   | Deutsche Mannschaftsmeisterschaft U15 | Mannschaft        | 1            | SG Post/Süd Regensburg (Peter Käsbauer, Sabrina Engerer, Sandra Eckstein, René Rügamer, Manuel Massari, Lukas Schmidt)                 |
| 2002/2003   | Deutsche Einzelmeisterschaft U15      | Gemischtes Doppel | 2            | Peter Käsbauer / Julia Schmidt (SG Post/Süd Regensburg)                                                                                |
| 2002/2003   | Deutsche Einzelmeisterschaft U15      | Herrendoppel      | 1            | Peter Käsbauer / Lukas Schmidt (SG Post/Süd Regensburg)                                                                                |
| 2003/2004   | Deutsche Einzelmeisterschaft U17      | Herrendoppel      | 3            | Peter Käsbauer / Lukas Schmidt (TB Weiden / SG Post/Süd Regensburg)                                                                    |
| 2003/2004   | Deutsche Einzelmeisterschaft U17      | Gemischtes Doppel | 2            | Peter Käsbauer / Julia Schmidt (PTSV Rosenheim / TSV Neubiberg/Ottobrunn)                                                              |
| 2004/2005   | Deutsche Mannschaftsmeisterschaft U19 | Mannschaft        | 3            | PTSV Rosenheim (Hannes Käsbauer, Oliver Roth, Knieling, Manuel Heumann, Peter Käsbauer, Katharina Giebfried, Bachmayer, Lisa Enzinger) |
| 2004/2005   | Deutsche Einzelmeisterschaft U17      | Gemischtes Doppel | 1            | Peter Käsbauer / Julia Schmidt (PTSV Rosenheim / TSV Neubiberg)                                                                        |
| 2004/2005   | Deutsche Einzelmeisterschaft U17      | Herrendoppel      | 1            | Peter Käsbauer / Lukas Schmidt (PTSV Rosenheim / SG Post/Süd Regensburg)                                                               |
| 2005/2006   | Deutsche Einzelmeisterschaft U19      | Herrendoppel      | 1            | Lukas Schmidt / Peter Käsbauer (SG Post/Süd Regensburg / PTSV Rosenheim)                                                               |
| 2005/2006   | Deutsche Einzelmeisterschaft U19      | Gemischtes Doppel | 2            | Peter Käsbauer / Julia Schmidt (PTSV Rosenheim / TSV Neubiberg)                                                                        |
| 2006/2007   | Deutsche Einzelmeisterschaft U19      | Herrendoppel      | 1            | Lukas Schmidt (SG Post/Süd Regensburg) / Peter Käsbauer (PTSV Rosenheim)                                                               |
| 2006/2007   | Deutsche Einzelmeisterschaft U19      | Gemischtes Doppel | 1            | Peter Käsbauer (PTSV Rosenheim) / Julia Schmidt (SV Neubiberg-Ottobrunn)                                                               |
| 2007        | Junioren-Europameisterschaft          | Gemischtes Doppel | 2            | Peter Käsbauer / Julia Schmidt |
| 2007        | Junioren-Europameisterschaft          | Herrendoppel      | 3            | Peter Käsbauer / Lukas Schmidt |
| 2009 / 2010 | Deutsche Einzelmeisterschaft          | Herrendoppel      | 3            | Peter Käsbauer / Oliver Roth (PTSV Rosenheim)                                                                                          |
| 2010        | Spanish International                 | Herrendoppel      | 1            | Peter Käsbauer / Oliver Roth |
| 2010        | Spanish International                 | Gemischtes Doppel | 2            | Peter Käsbauer / Johanna Goliszewski                                                                                                   |
| 2010        | Welsh International                   | Herrendoppel      | 1            | Peter Käsbauer / Josche Zurwonne |
| 2010 / 2011 | Deutsche Einzelmeisterschaft          | Herrendoppel      | 3            | Peter Käsbauer / Hannes Käsbauer (PTSV Rosenheim)                                                                                      |
| 2012        | French International                  | Herrendoppel      | 1            | Peter Käsbauer / Josche Zurwonne |
| 2012        | French International                  | Gemischtes Doppel | 1            | Peter Käsbauer / Johanna Goliszewski                                                                                                   |
| 2012        | Swiss International                   | Gemischtes Doppel | 1            | Peter Käsbauer / Isabel Herttrich |
| 2013        | Swedish International Stockholm       | Gemischtes Doppel | 1            | Peter Käsbauer / Isabel Herttrich |
| 2013        | St. Petersburg White Nights           | Gemischtes Doppel | 1            | Peter Käsbauer / Isabel Herttrich |
| 2013        | St. Petersburg White Nights           | Herrendoppel      | Halbfinalist | Peter Käsbauer / Josche Zurwonne |